# Crook (Colorado)
Crook es un pueblo ubicado en el condado de Logan en el estado estadounidense de Colorado. En el año 2010 tenía una población de 284 habitantes y una densidad poblacional de 366,7 personas por km².

## Geografía
Crook se encuentra ubicada en las coordenadas 40°51′31″N 102°48′4″O / 40.85861, -102.80111.

## Demografía
Según la Oficina del Censo en 2000 los ingresos medios por hogar en la localidad eran de $32,500, y los ingresos medios por familia eran $35,833. Los hombres tenían unos ingresos medios de $29,167 frente a los $26,250 para las mujeres. La renta per cápita para la localidad era de $19,127. Alrededor del 3,7% de la población estaba por debajo del umbral de pobreza.